# Light in the Window
Light in the Window è un cortometraggio del 1952 diretto da Jean Oser e basato sulla vita del pittore olandese Jan Vermeer.

## Riconoscimenti
- 1952 - Premio Oscar
  - Miglior Soggetto per Cortometraggio (Boris Vermont)